# قهرمانان ریمیکس (برنامه تلویزیونی)
قهرمانان ریمیکس یک برنامهٔ تلویزیونی چینی در شبکهٔ «جیانگسو» چین است که اولین قسمت این برنامه در ۱۹ ژوئن ۲۰۱۶ با میزبانی «لی هو» و مربی‌هایی همچون “سای “و “لیهوم وانگ “و “هارلم یو “و همچنین گروه “افسانهٔ ققنوس “بوده‌است.

## بررسی اجمالی
این سری بر پایهٔ برنامه‌ای به همین نام در ویتنام در چین ساخته شده و تفاوت آن با نسخهٔ ویتنامی این است که از موسیقی الکترونیک در آن استفاده شده که در حیطهٔ برنامه‌های موسیقی چین جدید بوده‌است.
این برنامه با نشان دادن موسیقی غربی “EDM” الکترونیکی امیدوار بوده که امکان استفاده از موسیقی الکترونیکی در چین را گسترش بدهد به گفته تهیه‌کننده موسیقی “لیو ژو“ در چین توسعه موسیقی الکترونیک تا حدودی عقب مانده‌است. در واقع این برنامه سعی داشته به بینندگان خود و به ویژه مردم چین این نوع موسیقی را معرفی کند و معنای واقعی این موسیقی را به آن‌ها نشان دهد. برخلاف تصور عامه که EDM فقط موسیقی‌هایی مثل اهنگای تند کلوب‌های شبانه است، این برنامه “ذات واقعی موسیقی الکترونیکی ” را در متن موسیقی چینی به وجود می‌آورد.
با اینحال از آن‌جا که موسیقی می‌تواند به شکل انعطاف‌پذیری تغییر پیدا کند، نوازندگان نه تنها عناصر فرهنگ سنتی چینی را در ریمیکس‌های ترانه‌های خود وارد می‌کنند بلکه از ترکیب سایر فرهنگ‌های سنتی دیگر کشورها نیز استقبال می‌کنند. به این ترتیب آنها ریمیکس‌های جدید و خلاقانه‌تری را تولید می‌کنند.

## قالب
این برنامه به این شکل بوده که گروه‌های موسیقی زیر نظر مربیان خود آهنگ خود را انتخاب و با سلیقهٔ خود میتونستند هرگونه تغییر در ترانه یا رقص و اجرای آن ایجاد کنند و مربیان از هر ایدهٔ بکری استقبال می‌کردند. سپس مخاطبان تا پایان هر نمایش به گروه‌های مورد علاقه خود رای می‌دادند.مربیان این برنامه هرکدام چهارتیم را هدایت می‌کردند. هارلم یو هم از مربی‌های این برنامه بوده‌است که رهبری گروه ویکس را برعهده داشته‌است. وی خواننده و ترانه‌سرا و مجری و تاجر تایوانی است. او برای آهنگسازی آهنگ متن سریال “باغ شهاب “در سال ۲۰۰۱ مشهور است. او اولین هنرمند صنعت موسیقی MANDOPOP است که تحقیق و ساخت موسیقی رپ را تجربه کرده و بیش از ۱۵ آلبوم استودیویی منتشر کرده‌است.

## توسعه
در آوریل سال ۲۰۱۶، ترانه‌سرا و خوانندهٔ آمریکایی-چینی لیهوم وانگ تأیید کرد که همراه با رپر و ترانه‌سرا و خوانندهٔ کره‌ای سای به این برنامه خواهد پیوست. این دو فرد در جشنوارهٔ جوایز موسیقی آسیایی ام‌نت ۲۰۱۲ در هنگ‌کنگ یکدیگر را ملاقات کرده‌بودند.

## مربیان و مجریان
| مرشد         | اعضای تیم                                                  |
| ------------ | ---------------------------------------------------------- |
| لیهوم وانگ   | - جویس چو - تابستان (吉克隽 逸) - ویلیام وی - لی چی (李琦) |
| سای          | - آیکون - SNH48 - جم (邓 紫 棋)                            |
| هارلم یو     | - وو موچو - لیو میلین (刘美麟) - ویکس - ژانگ وی (张玮)     |
| ققنوس افسانه | - دنی لی و آیوی - مونستا ایکس - VC - ووکی ژانگ (大 张伟)   |

## نمای کلی قسمت‌ها
کلید رنگ‌ها

### قسمت ۱ (۱۹ ژوئن)
در قسمت اول خود، دو تن از مربیان با اجرایی برنامه را شروع کردند. لیهوم وانگ ابتدا "蓋世 英雄" ("Gai Shi Ying Xiong") را خواند، سپس سای آهنگ‌های " Daddy " و " Gangnam Style " را خواند. پس از اجرای برنامه، چهار مربی معرفی شدند و اجراها آغاز شد.
| شماره | مربی         | هنرمند / گروه | انتخاب آهنگ                            | انتخاب آهنگ            |          |
| شماره | مربی         | هنرمند / گروه | عنوان                                  | هنرمند اصلی            | ریمیکسر  |
| ----- | ------------ | ------------- | -------------------------------------- | ---------------------- | -------- |
| 1     | ققنوس افسانه | دنی لی و آیوی | "十面埋伏"                             | او                     |          |
| 2     | هارلم یو     | وو موچو       | "快乐 组曲"                            | هارلم یو               |          |
| 3     | سای          | SNH48         | "ماه قلب من را نشان می‌دهد"             | ترزا تنگ               | سای      |
| 4     | لیهوم وانگ   | جویس چو       | "دلم برایت تنگ شده"                    | جویس چو                | کازت     |
| 5     | ققنوس افسانه | مونستا ایکس   | "عشق" (爱) / " مانند جاگر حرکت می‌کند " | شیائو هو دوی / مارون ۵ | پانچسوند |
| 6     | هارلم یو     | لیو میلین     | "عطر مخفی" (暗香)                      | شا بالیانگ             |          |
| 7     | سای          | آیکون         | "پکن پکن"                              | وانگ فنگ               | سای      |
| 8     | لیهوم وانگ   | تابستان       | "蜕化"                                 | تابستان                |          |

### قسمت ۲ (۳ ژوئیه)
دنی لی از ققنوس افسانه و آیوی اولین کسانی بودند که این هفته اجرا کردند. برندهٔ هفته گذشته، آیکون سپس با سه عضو اجرایی به نمایش گذاشت. تابستان از وانگ که آخرین اجرای آن بود، بیشترین تعداد آرا را تا پایان نمایش دریافت کرد.در قسمت دوم ویکس آهنگی به اسم :” «Xi Shua Shua” (嘻唰唰) را اجرا کرد که خوانندهٔ اصلی این آهنگ گروهی به اسم “فلاور» می‌باشد، این گروه راک چینی که در سال ۱۹۹۸ دبیو کردند و ۶ آلبوم منتشر کردند، در سال ۲۰۰۹ دیسبند شدند.
| شماره | مربی         | هنرمند / گروه | انتخاب آهنگ                                    | انتخاب آهنگ     |           |
| شماره | مربی         | هنرمند / گروه | عنوان                                          | هنرمند اصلی     | ریمیکسر   |
| ----- | ------------ | ------------- | ---------------------------------------------- | --------------- | --------- |
| 1     | ققنوس افسانه | دنی لی و آیوی | " بوسه " / "موی کثیف" (头发 乱 了)             | پرنس / جکی چونگ |           |
| 2     | سای          | آیکون         | "یک فردای بهتر" (奔向 未来 的 日子)            | لسلی چونگ       | سای       |
| 3     | لیهوم وانگ   | جویس چو       | "به نگاه کن اینجا، دختر" (對面 的 女孩 看過來) | ریچی جن         |           |
| 4     | هارلم یو     | ویکس          | "شی شوا شوا" (嘻 唰 唰)                        | گلها            | ملودیزاین |
| 5     | سای          | جم            | "مثل تو" (喜欢 你)                             | GEM             |           |
| 6     | هارلم یو     | وو موچو       | "پسر بد"                                       | A-mei           |           |
| 7     | ققنوس افسانه | VC            | "魅影 流 声"                                   |                 | کاکا      |
| 8     | لیهوم وانگ   | تابستان       | "هنوز هم تو را دوست دارم" (依然 爱 你)         | لیهوم وانگ      | تروس      |

### قسمت ۳ (۱۰ ژوئیه)
این هفته اولین باری است که تماشاگران دو بار رأی می‌دهند: یکی برای نیمه اول نمایش و دیگری برای نیمه دوم. برنده هفته گذشته، تابستان، این هفته اول اجرا کرد. ویلیام وی اولین اجرای خود را با مربی لیهوم وانگ داشت. در همین حال، آیکون دومین برد خود را برای اجرای "Rhythm Ta" / "Master Zhou" دریافت کرد.ویکس آهنگ «گرگ”(狼) آهنگ اصلی“Wolf” که برای خواننده‌ای به نام “chyi chin (QI QIN) در سال ۱۹۸۸ هست را خوانده‌است، این آهنگ دربارهٔ گرگ در طبیعت است که تلاش می‌کند مکانی برای خود پیدا کند و به آینده‌ای بهتر امیدوار است. او تنهاست و اغلب در خطر قرار دارد. غریزهٔ زنده ماندن، گرگ را حیله‌گر و بی‌رحم می‌کند و تنها امید در قلبش یافتن چمنزارهای بزرگتری که در ان شرایط زندگی بهتری داشته باشد، می‌باشد. خواننده خود را گرگ می‌بیند، گرسنه در یک سرزمین فقیر با بادهایی سرد، خواننده خود گفته که این آهنگ را در زمان تنهایی نوشته و خوانده و آینده روشن را انتظار می‌کشیده‌است. مخاطبان او را “گرگی از شمال» می‌نامیدند که او خود را در این ترانه می‌نامد. زیرا آن‌ها معتقد بودند آوازهای نامحدود و موهای زائدش بیشتر متعلق به یک خواننده از دهکده شمالی می‌باشد. قسمت‌های رپ این آهنگ را هم راوی، عضو گروه نوشته‌است.
| شماره | مربی         | هنرمند / گروه | انتخاب آهنگ                                                                  | انتخاب آهنگ      |           |
| شماره | مربی         | هنرمند / گروه | عنوان                                                                        | هنرمند اصلی      | ریمیکسر   |
| ----- | ------------ | ------------- | ---------------------------------------------------------------------------- | ---------------- | --------- |
| 1     | لیهوم وانگ   | تابستان       | " جی هو "                                                                    | عروسک Pussycat   |           |
| 2     | سای          | جم            | "گل سرخ، گل رز من تو را دوست دارم" (玫瑰 玫瑰 我 爱 你) / "چشم، بینی، لب ها" | یائو لی / تایانگ |           |
| 3     | ققنوس افسانه | دنی لی و آیوی | "بگذار من وحشی در برف شوم" (快 让 我 在 这 雪地 上撒 点)                     | کوی جیان         |           |
| 4     | هارلم یو     | وو موچو       | "五环 之 歌"                                                                 | MC HotDog        |           |
| 5     | هارلم یو     | ویکس          | "گرگ" (狼)                                                                   |                  |           |
| 6     | ققنوس افسانه | مونستا ایکس   | "男儿当自强"                                                                 | جورج لام         | دی جی تاک |
| 7     | لیهوم وانگ   | ویلیام وی     | "Jiangnan" (江南)                                                            | جی جی لین        |           |
| 8     | سای          | آیکون         | "ریتم تا" / "استاد زو" (周大侠)                                              | آیکون / جی چو    | سای       |

### قسمت ۴ (۱۷ ژوئیه)
برنده هفته گذشته، آیکون این رقابت را آغاز کرد. از طرف دیگر از لیو مییلین خواسته شد به دلیل برخی شرایط ناگوار اجرای خود را تکرار کند.ویکس در این قسمت برندهٔ هفته بود. ویکس آهنگ “Enraptured” (眉飞色舞)/”独一无二” را که برای “SAMMI CHENG” بوده را خواندند. این آهنگ برای سال ۲۰۰۵ می‌باشد و ترانه‌سرای آن کره‌ای است.
| شماره | مربی         | هنرمند / گروه | انتخاب آهنگ                                               | انتخاب آهنگ |
| شماره | مربی         | هنرمند / گروه | عنوان                                                     | هنرمند اصلی |
| ----- | ------------ | ------------- | --------------------------------------------------------- | ----------- |
| 1     | سای          | آیکون         | "دوست"                                                    | واکین چائو  |
| 2     | ققنوس افسانه | مونستا ایکس   | "در آن فاصلهٔ دور" (快乐 组曲)                             | تانگ لی     |
| 3     | لیهوم وانگ   | تابستان       | "我 等 的 花儿 都 谢 了"                                  | جکی چونگ    |
| 4     | هارلم یو     | لیو میلین     | "36 ترفند عشق" (爱情 三十六计)                            | جولین تسای  |
| 5     | لیهوم وانگ   | ویلیام وی     | "سونامی" (海啸)                                           |             |
| 6     | ققنوس افسانه | دنی لی و آیوی | "چرا گلها تا این اندازه قرمز هستند" (花儿 为什么 这样 红) | 刀郎        |
| 7     | سای          | جم            | "درخشانترین ستاره در آسمان شب" (夜空 中 最 亮 的 星)      | نقشه فرار   |
| 8     | هارلم یو     | ویکس          | "گرفتار" (眉飞色舞) / "独一无二"                          | سامی چنگ    |

### قسمت ۵ (۲۴ ژوئیه)
هفته گذشته برنده ویکس اولین کسی بود که این هفته اجرا کرد، در حالی که ووکی ژانگ در این نمایش اولین حضور داشت. همچنین، آیکون برای سومین بار پس از اجرای «عسل» پارک جین یانگ و رقصیدن به صدای «بیلی ژان» مایکل جکسون برنده شد.ویکس در این برنامه، آهنگ آن سال‌ها از هو شیا که در سال ۲۰۱۱ منتشر شد و برای سریالی بود را اجرا کرد.
| شماره | مربی         | هنرمند / گروه | انتخاب آهنگ                                | انتخاب آهنگ                 |
| شماره | مربی         | هنرمند / گروه | عنوان                                      | هنرمند اصلی                 |
| ----- | ------------ | ------------- | ------------------------------------------ | --------------------------- |
| 1     | هارلم یو     | ویکس          | "آن سال‌ها" (那些 年)                       | هو شیا                      |
| 2     | ققنوس افسانه | دنی لی و آیوی | "شبح" (鬼)                                 |                             |
| 3     | سای          | آیکون         | "عسل" / " بیلی ژان "(بی‌کلام)               | پارک جین جوان / مایکل جکسون |
| 4     | لیهوم وانگ   | ویلیام وی     | "آزادی" (自由)                             | تانگ لی                     |
| 5     | سای          | SNH48         | "سیب کوچک" (小 苹果) / " جنتلمن " (بی‌کلام) | برادران چاپستیک / سای       |
| 6     | ققنوس افسانه | ووکی ژانگ     | "کودکان دریاچه جاده" (葫芦 娃)             |                             |
| 7     | هارلم یو     | لیو میلین     | "山歌 好比 春江 水"                        | 刘三姐                      |
| 8     | لیهوم وانگ   | تابستان       | "احمق" (傻瓜)                              | لندی ون                     |

### قسمت ۶ (۳۱ ژوئیه)
آیکون که برای سومین بار برنده‌شد، برنامه را با اجرای «عشق بسیار ساده» از دیوید تائو آغاز کرد. از طرف دیگر لیو مییلین اولین برد خود را دریافت کرد.آهنگ سرنوشت که ویکس آن را اجرا کرد، آهنگ خود مربی، هارلم یو است که در سال ۲۰۰۲ منتشر شده‌است.
| شماره | مربی         | هنرمند / گروه | انتخاب آهنگ                               | انتخاب آهنگ       |
| شماره | مربی         | هنرمند / گروه | عنوان                                     | هنرمند اصلی       |
| ----- | ------------ | ------------- | ----------------------------------------- | ----------------- |
| 1     | سای          | آیکون         | "عشق بسیار ساده است" (爱很简单)           | دیوید تائو        |
| 2     | ققنوس افسانه | VC            | "عطر گل سرخ" (玫瑰 香)                    | سندی لام          |
| 3     | لیهوم وانگ   | تابستان       | "نور" (光)                                | دخترهای موشک      |
| 4     | هارلم یو     | ویکس          | " سرنوشت " (命中注定)                     | هارلم یو          |
| 5     | ققنوس افسانه | ووکی ژانگ     | "عشق مثل موج جذر و مد است" (爱如潮水)     | جف چانگ           |
| 6     | هارلم یو     | لیو میلین     | " کاتیوشا " (喀秋莎)                      | آهنگ عامیانه روسی |
| 7     | سای          | SNH48         | "خیلی شاد" (倍儿 爽) / " گانگنام استایل " | ووکی ژانگ / سای   |
| 8     | لیهوم وانگ   | جویس چو       | "آسمان تاریک" (天 黑黑)                   | استفانی سان       |

### قسمت ۷ (۷ اوت)
گروه آیکون از کرهٔ جنوبی اولین کسی بود که برای دومین بار پیاپی اجرا کرد. با این حال، آنها به برندگان بار اول دنی و لی و آیوی باختند.
| شماره | مربی         | هنرمند / گروه | انتخاب آهنگ                                            | انتخاب آهنگ      |
| شماره | مربی         | هنرمند / گروه | عنوان                                                  | هنرمند اصلی      |
| ----- | ------------ | ------------- | ------------------------------------------------------ | ---------------- |
| 1     | سای          | آیکون         | "بوسه خداحافظ"                                         | لیهوم وانگ       |
| 2     | لیهوم وانگ   | جویس چو       | "雨中即景"                                             | لیو ون چنگ       |
| 3     | هارلم یو     | لیو میلین     | "آسمان" (天空)                                         | فای وونگ         |
| 4     | ققنوس افسانه | مونستا ایکس   | "باران شهاب" (流星 雨) / "我 的 未来 不是 梦"          | F4 / چانگ یو شنگ |
| 5     | هارلم یو     | وو موچو       | "من نمی‌توانم عشق تو را داشته باشم" (得不到 你 的 愛情) | یائو لی          |
| 6     | ققنوس افسانه | دنی لی و آیوی | "ارکیده" (兰花草)                                      | تیمی ژو          |
| 7     | سای          | SNH48         | "تو در آهنگ من وجود داری" (我 的 歌声 里)              | Wanting Qu       |
| 8     | لیهوم وانگ   | تابستان       | "سحر" (晨曦)                                           |                  |

### قسمت ۸ (۱۴ اوت)
ویلیام وی پس از دو هفته غیبت، اولین نفری بود که اجرای آن را انجام داد. همچنین از تیم وانگ، لی کی که برای اولین بار اجرا کرد، رقابت‌های این هفته به پایان رسید.
| شماره | مربی         | هنرمند / گروه | انتخاب آهنگ                                                | انتخاب آهنگ                         |
| شماره | مربی         | هنرمند / گروه | عنوان                                                      | هنرمند اصلی                         |
| ----- | ------------ | ------------- | ---------------------------------------------------------- | ----------------------------------- |
| 1     | لیهوم وانگ   | ویلیام وی     | "تنها شخص" (唯一)                                          | لیهوم وانگ                          |
| 2     | ققنوس افسانه | دنی لی و آیوی | "دلم برایت تنگ شده " (我 好想 你) / " حالت امپراطوری مغز " | سوداگرین / جی زی همراه باآلیشیا کیز |
| 3     | هارلم یو     | ویکس          | "به زنجیر کشیده شده" / "از عشق شما متشکرم" (谢谢 你 的 爱) | ویکس / نیکلاس تسسه                  |
| 4     | سای          | آیکون         | "موجود" (存在)                                             | وانگ فنگ                            |
| 5     | ققنوس افسانه | ووکی ژانگ     | "北京 小妞" / "新 长征 路上 的 摇滚"                       | ژنگ یجی / کوی جیان                  |
| 6     | سای          | SNH48         | "بالا و پایین" / "سوپر استار"                              | اکساید / شی                         |
| 7     | هارلم یو     | لیو میلین     | "اواخر پاییز" (秋意 浓)                                    | جکی چونگ                            |
| 8     | لیهوم وانگ   | لی چی         | "صخره" (悬崖)                                              | فیفی وونگ                           |

### قسمت ۹ (۲۱ اوت)
در این قسمت، تعدادی از اجرا کنندگان به ویژه افراد کره‌ای حضور نداشتند. تصویر سای هم تار شده‌بود با این حال، سه هنرمند جدید برای اولین بار از جمله ملکه T، ژانگ وی، و گروه دختران MG 女 اجرا کردند. در کل این برنامه فقط هفت اجرا داشت.
| شماره | مربی         | هنرمند / گروه | انتخاب آهنگ                       | انتخاب آهنگ           |
| شماره | مربی         | هنرمند / گروه | عنوان                             | هنرمند اصلی           |
| ----- | ------------ | ------------- | --------------------------------- | --------------------- |
| 1     |              | ملکه T        | "不见 不散" / " هر نفسی که می‌کشی" | 李汉颖 / پلیس         |
| 2     | هارلم یو     | لیو میلین     | "沧海一声笑"                      | ساموئل هوی            |
| 3     | لیهوم وانگ   | ویلیام وی     | "حساسیت" (溫柔)                   | می دی                 |
| 4     | ققنوس افسانه | دنی لی و آیوی | "PLAY 呸" / " دختران بد "         | جولین تسای/ میا       |
| 5     | هارلم یو     | ژانگ وی       | " روباه (روباه چه می‌گوید؟) "      | یلویس                 |
| 6     | لیهوم وانگ   | لی چی         | "我 的 天空" / " فقط یک رویا "    | NZBZ (南征北戰) / نلی |
| 7     |              | MG 女         | "افسانه" (传奇)                   | فای وونگ              |

### قسمت ۱۰ (۲۸ اوت)
هفت هنرمند این هفته اجرا کردند. با پایان اجرا، وانگ سومین برد خود را به عنوان مربی دریافت کرد.با توجه به حذف تماشاچیان کره ای و برداشتن عکس سای از وب سایت رسمی برنامه، این برنامه دیگر ادامه پیدا نکرد.
| شماره | مربی         | هنرمند / گروه | انتخاب آهنگ                                   | انتخاب آهنگ      |
| شماره | مربی         | هنرمند / گروه | عنوان                                         | هنرمند اصلی      |
| ----- | ------------ | ------------- | --------------------------------------------- | ---------------- |
| 1     | لیهوم وانگ   | لی چی         | "ده سال" (十年)                               | ایسون چان        |
| 2     | ققنوس افسانه | VC            | "آیا تا به حال مرا دوست داشتی" (是否 爱过 我) | خورشید نان       |
| 3     | هارلم یو     | لیو میلین     | "خیره کننده‌ترین سبک مردمی" (最 炫 民族 民族)  | ققنوس افسانه     |
| 4     | ققنوس افسانه | دنی لی و آیوی | "نینجا" (忍者)                                | جی چو            |
| 5     |              | ملکه T        | "Nunchucks" (双截棍)                          | جی چو            |
| 6     | هارلم یو     | ژانگ وی       | "حجاب خود را بردار" (掀起 你 的 盖头 来)      | آهنگ سنتی اویغور |
| 7     | لئوم وانگ    | ویلیام وی     | "خداحافظ بوسه" (吻别)                         | جکی چونگ         |

### جشنواره موسیقی طلایی (۴ سپتامبر)
| سفارش | مرشد         | هنرمند / گروه | انتخاب آهنگ                            | انتخاب آهنگ           |
| سفارش | مرشد         | هنرمند / گروه | عنوان                                  | هنرمند اصلی           |
| ----- | ------------ | ------------- | -------------------------------------- | --------------------- |
| 1     | لیهوم وانگ   | ویلیام وی     | "خداحافظ بوسه" (吻别)                  | جکی چونگ              |
| 2     | لیهوم وانگ   | تابستان       | "هنوز هم تو را دوست دارم" (依然 爱 你) | لئوم وانگ             |
| 3     | ققنوس افسانه | دنی لی و آیوی | "ارکیده" (兰花草)                      | تیمی ژو               |
| 4     | هارلم یو     | لیو میلین     | " کاتیوشا " (喀秋莎)                   | آهنگ عامیانه روسی     |
| 5     | ققنوس افسانه | ووکی ژانگ     | "人间 精品 起来 嗨"                    | هنرمندان مختلف        |
| 6     | لیهوم وانگ   | لی چی         | "我 的 天空" / " فقط یک رویا "         | NZBZ (南征北戰) / نلی |

#### اجراهای آغازین
| سفارش | مرشد         | هنرمند / گروه | انتخاب آهنگ                                         | انتخاب آهنگ       |
| سفارش | مرشد         | هنرمند / گروه | عنوان                                               | هنرمند اصلی       |
| ----- | ------------ | ------------- | --------------------------------------------------- | ----------------- |
| 1     | ققنوس افسانه | VC            | "ساکت" (默)                                         | سدیم یینگ         |
| 2     |              | MG 女         | "میکروفون را به من بده" (我 的 麦克风) / "آتش" (火) | خواهد پان / A-mei |
| 3     | لیهوم وانگ   | لیو میلین     | "عطر پنهان" (暗香)                                  | شا بالیانگ        |
| 4     | ققنوس افسانه | دنی لی و آیوی | "十面埋伏"                                          | شی                |
| 5     | ققنوس افسانه | ووکی ژانگ     | "کودکان دریاچه جاده" (葫芦 娃)                      |                   |

## خلاصه نتایج
در جدول زیر تعداد دفعات برنده شدن در مسابقه در هر هفته نشان داده شده‌است:
| شرکت کننده    | مرشد         | مجموعه ضبط | مجموعه ضبط | هفته‌ها برنده شد        |
| شرکت کننده    | مرشد         | پیروزی     | دویدن      | هفته‌ها برنده شد        |
| ------------- | ------------ | ---------- | ---------- | ---------------------- |
| آیکون         | روان         | ۳          | ۱          | هفته ۱؛ هفته ۳؛ هفته 5 |
| تابستان       | لیهوم وانگ   | ۱          | ۲          | هفته 2                 |
| ویکس          | هارلم یو     | ۱          | ۱          | هفته 4                 |
| لیو میلین     | هارلم یو     | ۱          | -          | هفته 6                 |
| دنی لی و آیوی | ققنوس افسانه | ۱          | -          | هفته 7                 |
| ووکی ژانگ     | ققنوس افسانه | ۱          | ۱          | هفته 8                 |
| لی چی         | لیهوم وانگ   | ۱          | -          | هفته 9                 |
| ویلیام وی     | لیهوم وانگ   | ۱          | -          | هفته 10                |